# Rabo Corto (pera)
Rabo Corto, es el nombre de una variedad cultivar de pera europea Pyrus communis. Esta pera está cultivada en la colección de la Estación Experimental Aula Dei (Zaragoza). Esta pera también está cultivada en diversos viveros entre ellos algunos dedicados a conservación de árboles frutales en peligro de desaparición. Esta pera variedad muy antigua es originaria de España, en Chiclana provincia de Cádiz (comunidad autónoma de Andalucía), y tuvo su mejor época de cultivo comercial antes de la década de 1960, y actualmente en menor medida aún se encuentra.

## Historia
En España 'Rabo Corto' está considerada incluida en las variedades locales autóctonas muy antiguas, cuyo cultivo se centraba en comarcas muy definidas. Se caracterizaban por su buena adaptación a sus ecosistemas y podrían tener interés genético en virtud de su adaptación. Se encontraban diseminadas por todas las regiones fruteras españolas, aunque eran especialmente frecuentes en la España húmeda. Estas se podían clasificar en dos subgrupos: de mesa y de cocina (aunque algunas tenían aptitud mixta).
'Rabo Corto' es una variedad clasificada como de mesa, se utiliza también en la cocina, difundido su cultivo en el pasado por los viveros comerciales y cuyo cultivo en la actualidad se ha reducido a huertos familiares y jardines privados.

## Características
El peral de la variedad 'Rabo Corto' tiene un vigor medio; florece a finales de abril; tubo del cáliz pequeño, en embudo con conducto corto, y estrecho.
La variedad de pera 'Rabo Corto' tiene un fruto de tamaño pequeño a mediano; forma muy variable tanto turbinada, como piriforme o calabaciforme, con el cuello más o menos largo pero siempre bien marcado, generalmente asimétrica, contorno muy irregular; piel lisa, brillante, untuosa; color de fondo amarillo pálido con chapa rojo suave, ligeramente barreada, presenta un punteado poco perceptible, de no ser ruginoso-"russeting", sobre el fondo y destacando por ser amarillento sobre la chapa, "russeting" (pardeamiento áspero superficial que presentan algunas variedades) débil; pedúnculo de longitud corto, fino, ligeramente carnoso en la base, recto o curvo, implantado derecho u oblicuo, a flor de piel, cavidad peduncular nula; cavidad calicina casi superficial; ojo pequeño o medio. Abierto. Sépalos generalmente coriáceos, extendidos, pegados a la cavidad.
Carne de color blanco amarillento; textura medio firme, semi-granulosa; sabor amoscatelado, algo soso; corazón pequeño o mediano, mal delimitado. Eje abierto o cerrado. Celdillas variables. Semillas pequeñas, semi-globosas con cuello y espolón, con color castaño rojizo.
La pera 'Rabo Corto' tiene una maduración durante el mes de julio (en E. E. Aula Dei de Zaragoza). Aguanta en buenas condiciones un mes de almacenamiento en un ambiente refrigerado. Se usa como pera de mesa fresca, y en cocina.